# Mouvement Pour un Cyclisme Crédible
Der Mouvement Pour un Cyclisme Crédible (kurz MPCC; dt. Bewegung für einen glaubwürdigen Radsport) ist eine am 25. Juli 2007 aufgrund der Dopingproblematik im Radsport von acht Radsportteams der Kategorien UCI ProTeam und UCI Professional Continental Team gegründete Arbeitsgruppe, der sich später andere Mannschaften und weitere Organisationen sowie Einzelpersonen anschlossen.

## Geschichte
Der MPCC wurde von den sechs französischen Radsportteams ag2r Prévoyance, Agritubel, Bouygues Télécom, Cofidis, Crédit Agricole und Française des Jeux sowie den deutschen Mannschaften Team Gerolsteiner und T-Mobile Team gegründet. Grund der Gründung war, dass nicht alle Radteams auf der Sitzung der AIGCP am 5. Juli zwei Tage vor dem Start der Tour de France 2007 den Ethik-Code unterschrieben. Ein Vertreter eines spanischen Teams soll ausgeführt haben, dass sie nicht Doping betreiben würden, sondern Medizin nehmen, wie jeder andere Sportler auch, worauf die Vertreter der acht Teams die Sitzung verließen. Auf der Tagesordnung hatte der Ausschluss von Relax-GAM Fuenlabrada, Saunier Duval-Prodir, Caisse d’Epargne, Lampre-Fondital und Discovery Channel aus der Organisation gestanden, da die Mannschaften durch die Beschäftigung von in den Dopingskandal Fuentes verwickelter Fahrer gegen den Ethikcode verstoßen hatten. Am 10. Juni 2008 wurde das Team Volksbank nach dreimonatiger Probezeit als offizielles MPCC-Mitglied bestätigt und stieß zu den Gründungsmitgliedern hinzu.
Im Jahr 2011 waren AG2R-La Mondiale, Cofidis, Team Europcar, Francaise des Jeux, Garmin-Cervélo, Skil-Shimano and Bretagne-Schuller Mitglieder im MPCC. Die fünf erst genannten Teams nahmen an der Tour de France 2011 teil. Nach Aussagen des Präsidenten des MPCC Roger Legeay – bis zum Jahr 2008 Teamchef des mittlerweile aufgelösten MPCC-Mitgründers Crédit Agricole – werden diese Fahrer neben den Dopingkontrollen durch die UCI durch ein internes Testsystem überprüft. Auf Doping hinweisende Auffälligkeiten hätten sich dabei bei keinem der Fahrer ergeben. Das GreenEdge Cycling Team trat dem MPCC im Jahr 2012, also im Jahr der Teamgründung, bei. In der Folgezeit traten dem MPCC auch UCI Continental Teams, UCI Women’s Teams, nationale Radsportverbände und Rennorganisatoren bei.
Zum Ende des Jahres 2014 gehörten dem MPCC 67 Radsportteams, zwölf Radsportverbände, zehn Sponsoren, acht Rennorganisatoren, vier Agenten und drei „sympthatisierende Mitglieder“ an.
In der Folge kam es zu zahlreichen Ein- und Austritten von Organisationen und Einzelpersonen. 2015 trat LottoNL-Jumbo aus, 2016 Orica-GreenEdge, 2024 zuerst das UCI WorldTeam Alpecin-Deceuninck und schließlich Red Bull-Bora-hansgrohe aus. Unter den UCI WorldTeams blieben Arkéa–B&B Hotels, Groupama–FDJ, Decathlon–AG2R und Cofidis sowie EF Education–EasyPost, dsm-firmenic–PostNL und Intermarché–Wanty im Verbands. Im Frauenradsport waren vier UCI Women’s WorldTeam und zwölf UCI Women’s Continental Teams Mitglied.

## Ziele
Der MPCC setzt sich nach eigenen Angaben für die strikte Einhaltung des Ethik-Codes der UCI („Code de Conduite“) ein. Dieser Ethik-Code besagte, bereits Fahrer von Rennen auszuschließen, wenn ein Dopingverdacht besteht. Alle Teammitglieder müssen diese UCI-Erklärung unterschreiben. Außerdem zählt für keinen der Fahrer dieser Teams die „autorisation de médicaments à des fins thérapeutiques“ („Berechtigung zur therapeutischen Anwendung dieser Medikamente“) für Kortikoid-Injektionen. Diese Regelung der UCI erlaubt es Fahrern Mittel der Dopingliste zu benutzen, wenn sie dafür ein ärztliches Attest haben. Demnach erlauben die Teams keinem ihrer Sportler Sonderregelungen. Ein Verstoß eines Fahrers soll mit einer zweiwöchigen Sperre belastet werden.
Im Zuge der Dopingaffäre um Lance Armstrong beschloss der MPCC Ende 2012 weitere Maßnahmen, denen sich die beteiligten Teams unterwerfen: Die Teams dürfen einem Fahrer mit einem positiven Dopingtest den Start zu einem Rennen nicht erlauben. Fahrer, die eine mehr als sechsmonatige Dopingsperre, mit Ausnahme einer solchen für Meldeverstöße, erhielten, dürfen nicht verpflichtet werden. Nach einer Corticoid-Injektion darf ein Fahrer für acht Tage an keinem Rennen teilnehmen. Ab der ersten positiven Dopingkontrolle in einem Team hat eine Überprüfung der internen Abläufe des Teams zu erfolgen. Das Team muss sich nach mehreren positiven Dopingfällen innerhalb von zwölf Monaten selbst suspendieren.
In der Folge der Armstrong-Affäre beschloss der Verband der Radrennveranstalter AIOCC Ende 2012 den Mitgliedern des MPCC bei der Vergabe von Wildcards für seine Rennen Priorität einzuräumen.